# 超光速運動

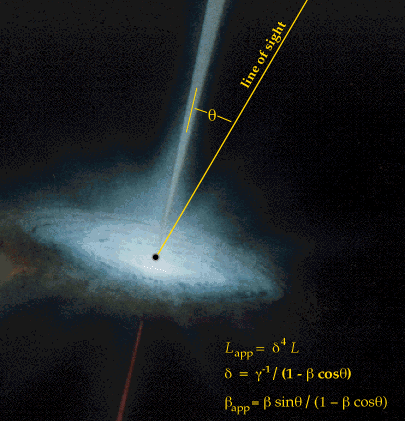
超光速運動

天文学において、超光速運動または超光速現象とは、 電波銀河、BL型天体、クェーサーの一部にみられる、光速を超えた速度で天球上を移動しているように見える運動をいう。近年ではマイクロクェーサーと呼ばれる銀河系内電波源でもみつかっている。これら全ての電波源はブラックホールを内包すると考えられており、これが原因で高速の質量噴出が起こっているものと考えられている。
1970年代に初めて観測された際には、超光速運動はクェーサーが宇宙的な距離をもつことへの反証の一つと考えられた。しかし、少数のこの見方を保つ天文学者を除いて、ほとんどの天文学者はみかけ上の超光速は光学上の錯覚であり、相対性理論に反するような物理過程を包含するものではないと考えている。

## 説明
この現象は、観測者に向かって小さな角度を成す、光速に非常に近い速度で飛ぶジェットにより生じる。高速のジェットはその経路上の全ての点で光を放っており、放たれた光はジェットそのものよりもそれほど速く観測者に近づかない。このことから、ジェットが進む数百年の間にわたって放たれた光は、先端（最も古くに放たれた光）から後端（最も新しく放たれた光）まで数百光年もの距離は持たないことになり、「光の列車」全体が届くまでに短い時間（数十年程度）で届くことになり、超光速の現象が起きたかのような錯覚を引き起こす。
この説明は、ジェットが観測者の視線と成す角度が十分小さいときのみ成り立ち、ある特定の場合にみられる超光速運動を説明する。
超光速運動は一方が地球に向かい、他方が地球と逆を向いた二つのジェットにおいてよく見られる。この両方の電波源のドップラーシフトを計測すれば、速度と距離が他の観測とは独立に求められることになる。

### 矛盾する観測事実
1983年、ジョドレルバンク天文台において開かれた "superluminal workshop" において、それまでに知られていた7つの超光速ジェットが言及されている。

Schilizzi ... presented maps of arc-second resolution [showing the large-scale outer jets] ... which ... have revealed outer double structure in all but one (3C 273) of the known superluminal sources. An embarrassment is that the average projected size [on the sky] of the outer structure is no smaller than that of the normal radio-source population.

言い替えれば、ジェットは平均してあきらかに我々の視線方向に近くないということである（それらのみかけの長さはもし視線方向に近いとすればもっと短いはずである）。
1993年、トムソンらはクェーサー 3C 273 の（外向き）ジェットはほとんど我々の視線と一致することを示唆した。内向きジェットにはおよそ 9.6c もの超光速運動が観測された。
M87の内向きジェットには、 6c もの超光速運動が見られる。 これを "narrow-angle" モデルにより説明するためには、ジェットは我々の視線方向と 19°以内に納まらなければならない。 しかし、ジェットは実際には視線と 43°の角を成すことが観測事実から示唆された。同じ科学者グループは後にこの発見を修正し、塊としての超光速運動にジェットが埋め込まれているという説を支持している。
これらの問題に対して、内向きのジェットにおいてタービュランスもしくは "wide cones" が存在するという説が唱えられており、これを裏づけるいくつかの証拠も存在する。

#### 信号速度
このモデルは、波によって運ばれる情報の信号速度 c と、波の先端のみかけの位置の変化速度との違いを浮き彫りにしている。観測者の視野を横切って運動する導波路（ガラス管）中の光パルスを考えるとき、パルスは導波路中を速度 c でしか動くことはできない。このパルスが観測者に向かっていた場合、観測者はその情報を速度 c で受けとることになる。しかし、導波路がパルスと同じ方向に動いていた場合、パルスの横方向に出る光により観測者に届くパルスの位置の情報は変化する。観測者がパルスの先端の動く速度を計算したならば、みかけ上のその速度は c を超えるはずであるが、これは曲った表面におちた影の速度と同じである。 これは別の信号であり、特殊相対性理論の第二要請は破られておらず、 c は全ての局所的な場において厳密に一定に保たれている。

## みかけの速度の導出
活動銀河核から発する宇宙ジェットが AB に沿って速度 v で運動しているとする。我々は点 O からこれを観測する。時刻 t1 において、点 A にあるジェットから光線が放たれ、時刻 t2 においては点 B から放たれる。 点 O における観測者は光線をそれぞれ時刻 t′1, t′2 に観測する。 角度 ϕは二つの光線の光路長 DL が同じとみなせるほど小さいものとする（ ϕ≒0，すなわち観測者がずっと遠方にいるとみなす）。
{\displaystyle \delta t'=t_{2}'-t_{1}'=t_{2}-t_{1}-{\frac {v\delta t\cos \theta }{c}}=\delta t-{\frac {v\delta t\cos \theta }{c}}=\delta t(1-\beta \cos \theta )}
ここで、 β = v / c である。

CB に沿ったみかけ上の接線速度は、
{\displaystyle v_{\text{T}}={\frac {\phi D_{L}}{\delta t'}}={\frac {v\sin \theta }{1-\beta \cos \theta }}}
みかけ上の接線方向速度は次の角度において最速となる。
{\displaystyle \Rightarrow \sin \theta _{\text{max}}={\sqrt {1-\cos ^{2}\theta _{\text{max}}}}={\sqrt {1-\beta ^{2}}}={\frac {1}{\gamma }}}
ここで {\displaystyle \gamma ={\frac {1}{\sqrt {1-\beta ^{2}}}}} である。

もし {\displaystyle \gamma \gg 1}  ならば（すなわちジェットの速度が光速に近いとき）、 {\displaystyle \beta _{\text{T}}^{\text{max}}>1} が {\displaystyle \beta <1} にもかかわらず成り立つ。 そしてもちろん、 {\displaystyle \beta _{\text{T}}>1} は CB に沿った接線方向の速度、天体観測から得られる唯一の速度が真空中の光速よりも大きいことを示す。よって、運動はみかけ上光速を超える。

## 歴史
超光速運動は1902年、ヤコブス・カプタインにより、1901年に爆発した新星 GK Persei からの噴出物について初めて観測された。彼の発見はAstronomische Nachrichten誌にドイツ語で掲載され、英語圏の天文学者からは数十年にわたってほとんど注目されなかった。
1966年、マーティン・リーズが「適当な方向に相対論的速度で運動する物体は遠く離れた観測者からみて光速よりもずっと大きい視線速度をもちうること」を示した。1969年と1970年、そのような非常に遠い天文学的電波源、電波銀河やクェーサーが発見された。 これらの電波源は超光速電波源と呼ばれた。この発見により超長基線電波干渉法と呼ばれる天文観測技法を可能となったため、対象の視角の大きさと位置をミリ秒を超える精度で決定することができるようになり、 特に天球上の位置の変化、すなわち固有運動を数年の時間スパンで観測することができるようになった。みかけ上の速度は測定された固有運動を距離と掛け合わせることにより得られ、光速の6倍もの速度が得られた。

超光速電波源についてのワークショップの冒頭で、ピアソンとゼンサスは次のように述べている。
"The first indications of changes in the structure of some sources were obtained by an American-Australian team in a series of transpacific VLBI observations between 1968 and 1970 (Gubbay et al. 1969). Following the early experiments, they had realised the potential of the NASA tracking antennas for VLBI measurements and set up an interferometer operating between California and Australia. The change in the source visibility that they measured for 3C 279, combined with changes in total flux density, indicated that a component first seen in 1969 had reached a diameter of about 1 milliarcsecond, implying expansion at an apparent velocity of at least twice the speed of light. Aware of Rees's model, (Moffet et al. 1972) concluded that their measurement presented evidence for relativistic expansion of this component. This interpretation, although by no means unique, was later confirmed, and in hindsight it seems fair to say that their experiment was the first interferometric measurement of superluminal expansion."
1994年、銀河の速度の記録が我々の銀河内に発見された超光速電波源X線天体 GRS 1915+105 により得られた。天体の拡大は非常に短いタイムスケールで起こり、いくつかの別々の塊が、数週間で 0.5 秒程度のスピードで二つに分かれる過程が観測された。クェーサーとのアナロジーから、この電波源はマイクロクェーサーと呼ばれた。